# Ruta Provincial 304 (Tucumán)
La Ruta Provincial 304 es una carretera de Tucumán, Argentina, que une la ciudad de Alderetes y el límite con la Provincia de Salta. La carretera se denomina Avenida Rivadavia en su paso por Alderetes, estando pavimentada en su totalidad. 
En 2013 comenzaron a realizarse trabajos de reconstrucción de la ruta en toda su extensión, por lo cual se construyeron puentes, rotondas, dársenas de giros, banquinas y se pavimentó toda la carretera, agregándole banquinas.  Estas obras fueron terminadas en 2015, con un costo de ARS 440.000 000.  Además, se realizó repavimentación y ensanchó la Avenida Rivadavia de Alderetes, continuación de la carretera en la ciudad. 

## Localidades
Las localidades por las que pasa son las siguientes:
- Departamento Cruz Alta: Alderetes y Los Gutiérrez.

- Departamento Burruyacú: El Chañar, Macomitas, La Ramada, El Rodeo, La Cruz, Taruca Pampa, Benjamín Aráoz y Burruyacú.